# Вьюнов, Владимир Исаевич
Владимир Исаевич Вьюнов (род. 30 ноября 1947, с. Калиновское, Александровский район, Ставропольский край, РСФСР, СССР) — советский и российский деятель органов государственной безопасности и таможенной службы. Начальник Северо-Западного регионального управления ФПС России с августа 1992 по июль 2000. Начальник Северо-Западного таможенного управления ФТС России с 19 декабря 2001 по март 2005. Генерал-полковник. Генерал-полковник таможенной службы (2002).

## Биография
Родился 30 ноября 1947 в селе Калиновское Александровского района Ставропольского края. 
В 1977 окончил Военную академию имени М. В. Фрунзе, в 1987 окончил Военную академию Генерального штаба Вооружённых сил СССР.
Прошёл все командные должности от заместителя начальника пограничной заставы до командующего пограничным округом. Служил в Закавказском и Тихоокеанском пограничных округах, центральном аппарате пограничных войск КГБ СССР.
С июля 1988 по август 1992 — начальник штаба войск Северо-Западного пограничного округа ФПС России.
С августа 1992 по 1998 — командующий войсками Северо-Западного пограничного округа ФПС России.
С 1998 по июль 2000 — начальник Северо-Западного регионального управления Федеральной пограничной службы России.
С июля 2000 по 19 декабря 2001 — первый заместитель полномочного представителя президента Российской Федерации в Северо-Западном федеральном округе.
С 19 декабря 2001 по март 2005 — начальник Северо-Западного таможенного управления Федеральной таможенной службы Российской Федерации (до 2004 — Государственного таможенного комитета Российской Федерации). Назначен начальником управления после увольнения (в связи с проводимой Управлением Генпрокуратуры России в Северо-Западном федеральном округе проверкой Северо-Западного таможенного управления ФТС России) предыдущего начальника управления — генерал-полковника таможенной службы Владимира Шамахова.
Указом Президента Российской Федерации в 2002 присвоено специальное звание «генерал-полковник таможенной службы».

## Семья
Женат, имеет сына и двух дочерей.

## Награды
- Медали
- Орден Красной Звезды
- Орден «За военные заслуги»
- Орден Преподобного Сергия Радонежского ? степени